# 雑学事件
雑学事件（ざつがくじけん）とは、承応2年（1653年）に、仏教界の統制を強化する江戸幕府と曹洞宗寺院との間に起こった訴訟事件である。
また、代語講録事件ともいう。

## 概要
慶長17年（1612年）に徳川家康によって関東僧録として宗務を管轄するよう決定された六箇寺（総泉寺・青松寺・泉岳寺の江戸三箇寺、總寧寺・大中寺・龍穏寺の関三刹）で安居中の10名の僧が、幕府の法度に背いて、曹洞宗の宗儀に背いた典籍の講読を執行したとして、関三刹によって擯罰に処せられたことに端を発した事件である。
関三刹の主張には正当性がなかったが、結局、その言い分が通り、36ヵ寺が罰せられることとなった。その中には、仏教の再興に尽力中であった万安英種も含まれていた。幕府の仏教統制の一翼を担っていた関三刹を正当化し、幕府の権威を強化しようとした事件である。